# تاريخ تشيلي

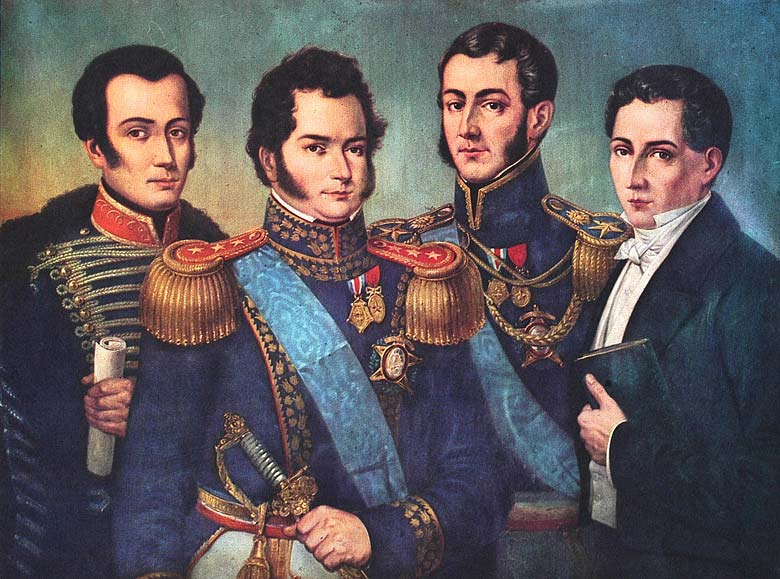

كانت أراضي تشيلي مأهولة بالسكان منذ عام 3000 قبل الميلاد على الأقل، وبحلول القرن السادس عشر بدأت محاولات الغزاة الإسبان في إخضاع واستعمار منطقة تشيلي الحالية، وكانت المنطقة مستعمرة من قبل إسبانيا بين عامَي 1540 حتى 1818، وهو العام الذي نالت فيه استقلالها. تميّز التطور الاقتصادي في البلاد بتصدير المنتجات الزراعية الأولى، من ثم نترات البوتاسيوم، ولاحقًا النحاس، وحسّن غنى البلاد بالمواد الخام من اقتصادها، لكنّه أدى أيضًا إلى التبعية، والحروب مع الدول المجاورة. حكم تشيلي خلال الـ 150 سنة الأولى التالية لاستقلالها حكومات ذات سلطات محدودة، وكان يتم اختيار من يحق له التصويت والسيطرة عليهم من قبل النخب.
أدى كلّ من الفشل في التعامل مع التحسّن الاقتصادي والاجتماعي، وزيادة الوعي السياسي عند السكان الأقل ثراءً، والتدخّلات غير المباشرة والتمويل الاقتصادي للمجموعات السياسية الرئيسية من قبل وكالة المخابرات المركزية كجزء من الحرب الباردة، إلى استقطاب سياسي في عهد الرئيس الاشتراكي سلفادور ألليندي، وأدى ذلك بدوره إلى انقلاب عام 1973 وسيطرة الديكتاتورية العسكرية للجنرال أوغستو بينوشيه، الذي استمر نظامه لمدة 17 سنة، وكان مسؤولًا عن العديد من انتهاكات حقوق الإنسان، وعن إصلاحات اقتصادية عميقة موجهة نحو حرية السوق في نفس الوقت. وفي عام 1981 انتقل الحكم بشكل سلمي في تشيلي أخيرًا إلى الديموقراطية.

## الغزو الأوروبي والاستعمار (من 1540 حتى 1810)
كان فيرديناند ماجلان أول أوروبي يرى أراضي تشيلي، إذ عبر مضيق ماجلان في 1 نوفمبر عام 1520، لكن لقب مُكتشف تشيلي يُعطى في العادة إلى دييغو دي ألماغرو، الذي كان شريك فرانسسكو بيزارو واستلم المنطقة الجنوبية (طليطلة الجديدة Nueva Toledo). نظم رحلة استكشافية وصل بها إلى وسط تشيلي في عام 1537، لكنه لم يلاحظ وجود ثروات هامة بالمقارنة مع الذهب والفضة عند الإنكا في بيرو، وغادر مع انطباع أن السكان فقراء، وعاد إلى البيرو، حيث تم خنقه بعد هزيمته في حرب أهلية ضد هيرناندو بيزارو. وبعد هذه الرحلة لم يلقَ استكشاف شيلي اهتمامًا من قبل السلطات الاستعمارية. لكن على الرغم من ذلك فقد طلب بيدرو دي فالديفيا، النقيب في الجيش الإسباني، الإذن من بيزارو لغزو واحتلال الأراضي الجنوبية، حيث أدرك وجود فرصة لتوسيع الإمبراطورية الإسبانية جنوبًا. أخضع فالديفيا مع بضع مئات من الرجال السكانَ المحليين وأسس مدينة سانتياغو دي نويفا إكستريمادورا (سانتياغو الحالية) في 12 فبراير عام 1541.
مع أن فالديفيا لم يجد إلا القليل من الذهب في التشيلي، فقد رأى خصوبة الأرض الزراعية. تابع استكشافه للمناطق غرب الأنديز وأسس أكثر من 12 بلدةً، وأولى إقطاعيات الإنكومييندا. كانت أكبر مقاومة للحكم الإسباني هي من قبل شعب مابوتشي، إذ عارضوا الغزو الأوروبي والاستعمار حتى ثمانينيات القرن التاسع عشر؛ وقد عرفت هذه المقاومة باسم حرب آراوكو. توفي فالديفيا في معركة توكابيل، حيث هزمه لاوتارو، وهو زعيم حرب من قبائل مابوتشي، ولكن الغزو الأوروبي لم يتوقف.
وفشلت محاولات الغزو المختلفة، سواء بالوسائل العسكرية أو السلمية، ولم يستطع الإسبان السيطرة على أراضي مابوتشي أبدًا. اجتاحت ثورة عام 1598 الكبرى جميع مناطق التواجد الإسباني جنوبي نهر بيو بيو ما عدا تشيلوي (وفالفيديا التي تم إعادة تأسيسها كحصن بعد عقود)، وأصبح النهر العظيم خط الجبهة بين أراضي المابوتشي ومناطق الحكم الإسباني. نمت المدن شمال النهر ببطء، وأصبحت تشيلي في نهاية المطاف مصدرًا مهمًا للطعام للنيابة الملكية على بيرو.
أصبح فالديفيا الحاكم الأول للقيادة العامة لتشيلي. كان يتبع في ذلك المنصب لنائب الملك في بيرو، ومن خلاله لملك إسبانيا ومسؤولي إدارته. تحت إمرة الحاكم، أدارت المناطقَ المحلية مجالسٌ بلدية تعرف باسم كابيلدو، كان أهم هذه المناطق سانتياغو، والتي كانت مقر محكمة الاستئناف الملكية (ريال اوديينسيا) منذ عام 1609 وحتى نهاية الحقبة الاستعمارية.
كانت تشيلي أقل الممالك التابعة للإسبان غنى خلال معظم تاريخها الاستعماري. إذ لم يبدأ النمو الاقتصادي والديموغرافي المستقر حتى القرن الثامن عشر فقط، وكان ذلك بسبب الإصلاحات الواسعة التي طبّقتها أسرة بوربون الإسبانية، والوضع الأكثر استقرارًا على طول الجبهة.

## الاستقلال (1810-1827)
تسبب استيلاء جوزيف بونابارت، شقيق نابوليون، على العرش الإسباني، في تحفيز الاستقلال عن إسبانيا. كانت حرب الاستقلال التشيلية جزءًا من حركة الاستقلال الإسبانية الأمريكية الأوسع، لكنها كانت بعيدة عن الحصول على دعم بالإجماع بين التشيليين الذين أصبحوا منقسمين بين داعمين للمستقلين، وداعمين للملكيين. وما بدأ كحركة سياسية للتخلص من الاستعمار، انتهى بحرب أهلية مكتملة الأركان بين الكريولوس (من أصول إسبانية خالصة أو شبه خالصة) المؤيدين للاستقلال عن الإسبان، الذين سعوا إلى الاستقلال السياسي والاقتصادي عن إسبانيا، والكريولوس الملكيين الذين دعموا استمرار الولاء للإمبراطورية الإسبانية وبقاء القيادة العامة لتشيلي ضمنها. كان الكفاح من أجل الاستقلال حربًا داخل الطبقات العليا، على الرغم من أن غالبية القوات على كِلا الجانبين تكونت من المجندين الميستيزويين (منحدرون من سلالتين مختلفتين، الأولى إسبانية والثانية أمريكية أصلية) والأمريكيين الأصليين.
يرجع تاريخ بداية حركة الاستقلال تقليديًا إلى 18 سبتمبر لعام 1810 عندما تأسّس المجلس العسكري ليحكم تشيلي باسم الملك المخلوع فرديناند السابع. يمكن استخدام تعبيرين لتعريف نهاية الحركة، فهي إما امتدت حتى عام 1821 (عندما طُرد الإسبان من البر الرئيسي لتشيلي)، أو حتى عام 1826 (عندما استسلمت آخر القوات الإسبانية وضُمّ أرخبيل تشيلوي إلى جمهورية تشيلي). تُقسَم عادة عملية الاستقلال إلى ثلاث مراحل هي: باتريا فييخا، وريكونكيستا، وباتريا نويفا.
كانت التجربة الأولى لتشيلي مع الحكم الذاتي هي باتريا فيجا (أو الجمهورية القديمة التي امتدت من 1810 حتى 1814)، وكانت بقيادة خوسيه ميغيل كاريرا، وكان أرستقراطيًا في أواسط العشرين من عمره. كان كاريرا الذي تلقى تعليمه في الجيش حاكمًا ذو قبضة حديدية، وكان له معارضين كُثُر. كان برناردو أوهيجنز أحد أوائل الأشخاص الذين دعوا أيضًا إلى الاستقلال الكامل، وقد قاد فرقة منافسة أدخلت الكريولوس بحرب أهلية. بالنسبة له ولأعضاء آخرين من النخبة التشيلية، تصاعدت مبادرة الحكم الذاتي المؤقت بسرعة إلى حملة هدفها الاستقلال الدائم، على الرغم من أن الكريولوس الآخرين استمروا بموالاتهم لإسبانيا.
من بين الذين أيّدوا الاستقلال، تقاتل المحافظون مع الليبراليين من أجل دمج تحديد درجة دمج الأفكار الثورية الفرنسية في الحركة. بعد عدة جهود استفادت القوات الإسبانية التي انطلقت من بيرو من حالة الفتنة الداخلية واستعادت تشيلي في عام 1814، عندما استعادوا سيطرتهم في معركة رانكاغوا في 12 أكتوبر، وهرب أوهيجنز وكاريرا والعديد من المتمردين التشيليين إلى الأرجنتين.
تميزت الفترة الثانية بالمحاولات الإسبانية لإعادة فرض الحكم التعسفي خلال الفترة المعروفة باسم ريكونكويستا، والتي امتدت من 1814 حتى 1817 (معنى الاسم هو الاستعادة، ويعود مصطلح ريكونكويستا إلى استعادة الممالك المسيحية لإيبيريا من المسلمين). خلال هذه الفترة أدى الحكم القاسي للموالين للإسبان، الذين عاقبوا من اشتبهوا بتمرده عليهم، إلى المزيد من التمرد في صفوف التشيليين، وازدادت أعداد النخبة التشيلية المقتنعين بضرورة الاستقلال التام بغض النظر عمن يجلس على عرش إسبانيا. أصبح مانويل رودريغيز رمزًا وطنيًا للمقاومة؛ لأنه كان زعيمًا لغارات العصابات ضد الإسبان في ذلك الوقت.
في المنفى في الأرجنتين انضم أوهيغينز إلى خوسيه دي سان مارتين، وحرر جيشهما المشترك تشيلي عبر هجوم جريء على جبال الأنديز عام 1817، إذ هُزم الإسبان في معركة تشاكابوكو في 12 فبراير، وكان ذلك بداية مرحلة باتريا نوفا. اعتبر سان مارتين تحرير تشيلي نقطة انطلاق إستراتيجية لتحرير بيرو، والذي كان بنظره أساسيًا لتحقيق النصر على الإسبان في النصف الغربي للكرة الأرضية
حصلت تشيلي على استقلالها الرسمي عندما هزم سان مارتين آخر قوة إسبانية كبيرة على الأراضي التشيلية في معركة ميبو في 5 أبريل 1818. ثم قاد سان مارتين أتباعه الأرجنتينيين، والتشيليين شمالًا من أجل تحرير بيرو، واستمر القتال في مقاطعات تشيلي الجنوبية، التي كانت معقل الملكيين حتى عام 1826.
أصدرت تشيلي رسمياً إعلان الاستقلال في 12 فبراير 1818، واعترفت به إسبانيا رسميًا في عام 1840، عندما تم تأسيس علاقات دبلوماسية كاملة.

## الفترة الجمهورية

### المنظمة الدستورية (1818- 1833)
حكم برناردو أوهيغينز تشيلي كقائد أعلى منذ عام 1817 وحتى عام 1823. حصل على الاستحسان لهزيمته الملكيين وتأسيس المدراس، إلا أن الحرب الأهلية بقيت مستمرة. عزل أوهيغينز الليبراليين والقرويين من خلال حكمه الاستبدادي والمحافظين والكنيسة بمعاداته لرجال الدين وملاك الأراضي من خلال إصلاحاته التي اقترحت نظام حيازة الأراضي. فشلت محاولته لوضع دستور من شأنه أن يضفي الشرعية على حكومته في عام 1818، وفشلت أيضًا جهوده لتوليد تمويل مستقر للإدارة الجديدة. انعكس هذا الاستياء المتزايد في المعارضة المستمرة لحزبي كاريرا، الذي أعدمه النظام الأرجنتيني في ميندوزا في عام 1821، مثل أخويه قبل ثلاث سنوات.
على الرغم من معارضة العديد من الليبراليين، أغضب أوهيغينز الكنيسة الكاثوليكية الرومانية بمعتقداته الليبرالية. حافظ على مكانة الكاثوليكية كدين رسمي للدولة لكنه حاول الحد من السلطات السياسية للكنيسة وتشجيع التسامح الديني كوسيلة لجذب المهاجرين والتجار من البروتستانت. مثل الكنيسة، شعرت الطبقة الارستقراطية بالتهديد من قبل أوهيغينز، إذ استاؤوا من محاولاته للقضاء على الألقاب النبيلة والأهم من ذلك، الحد من العقارات التابعة لهم.
رفض خصوم أوهيغينز أيضًا تحويله للموارد التشيلية في تحرير سان مارتن للبيرو. أصر أوهيغينز على دعم تلك الحملة لأنه أدرك أن الاستقلال التشيلي لن يكون مضمونًا حتى يُطرد الاسبان من الأنديز قلب الإمبراطورية. مع ذلك، ووسط الاستياء المتصاعد، أجبرت القوات من المقاطعات الشمالية والجنوبية أوهيغينز على الاستقالة. غادر إلى البيرو، حيث توفي في عام 1842.
بعد وصول أوهيغينز إلى المنفى في عام 1823، استمر الصراع المدني، مع التركيز بشكل أساسي على مناهضة الدين والنزعة الإقليمية. برز عدد من الرؤساء والدساتير وانحدروا بسرعة في عام 1820. دفعت آثار الصراع المدني الضارة على الاقتصاد، وخاصة على الصادرات، المحافظين إلى الاستيلاء على السيطرة الوطنية في عام 1830. يعزي معظم أفراد النخبة في تشيلي، سفك الدماء والفوضى التي جرت في أواخر العشرينيات من القرن العشرين، إلى التقصير الناتج عن الليبرالية والفيدرالية، اللتين كانتا مهيمنتين على السياسة المحافظة معظم الفترة. انقسم المعسكر السياسي من قبل أنصار أوهيغينز وكاريرا وبيبيولوس الليبرالي والبيلوكونيس المحافظ، وهما آخر حركتين رئيستين سادتا واستوعبتا البقية. اعتبر إلغاء العبودية في عام 1823، قبل فترة طويلة من إغلائها في معظم البلدان في الأمريكتين، أحد الإنجازات القليلة الدائمة. أحد قادة البيبيولو من الجنوب، رامون فريري، دخل وخرج من الرئاسة عدة مرات (1823- 1827، 1828، 1829، 1830) لكنه لم يتمكن من الحفاظ على سلطته. في الفترة بين مايو من عام 1827 وحتى سبتمبر من عام 1831، باستثناء المداخلات الموجزة من قبل فريري، احتلت الرئاسة من قبل فرانسيسكو أنطونيو بينتو، نائب الرئيس السابق لفريري.
تخلت تشيلي في أغسطس من عام 1828، وهو العام الأول لبينتو في السلطة، عن نظامها الفيدرالي الذي لم يدم طويلًا من أجل شكل موحد من الحكومة، مع فروع تشريعية وتنفيذية وقضائية منفصلة. من خلال اعتماد دستور ليبرالي معتدل في عام 1828، عزل بينتو كلًا من الفيدراليين والفصائل الليبرالية. أغضب أيضًا الارستقراطية القديمة من خلال إلغاء العقارات الموروثة من قبل البكر، وتسبب في ضجة عامة بعد معارضته لرجال الدين. بعد هزيمة جيشه الليبرالي في معركة ليركاي في 17 أبريل من عام 1830، ذهب فرير، مثل أوهيغينز إلى المنفى في بيرو.

### فترة المحافظين (من عام 1830 حتى 1861)
على الرغم من أن دييجو بورتاليس لم يحكم تشيلي كرئيس لها أبدًا لكنه كان مسيطرًا على السياسة التشيلية من خلال مجلس الوزراء وخلف الكواليس منذ عام 1830 حتى 1837. أنشأ «جمهورية اوتوقراطية» ركزت السلطة في يدي الحكومة الوطنية. وتمتع برنامجه السياسي بدعم من التجار، ومُلّاك الأراضي الكبار، والرأسماليين الأجانب، والكنيسة، والجيش. عزز الاستقرار السياسي والاقتصادي للبلاد بعضهما البعض، حيث شجع بورتاليس النمو الاقتصادي عبر التجارة الحرة، ورتب أوضاع النفقات الحكومية. كان بورتاليس لاأدريًا قال بأنه يؤمن برجال الدين ولكن ليس بالله. وأدرك أهمية الكنيسة الرومانية كمعقل للولاء، والشرعية، والتحكم الاجتماعي، والاستقرار، كما كان الحال في الفترة الاستعمارية.

### الفترة الليبرالية (161- 1891)
لم تجلب الثورة السياسية تغييرًا اجتماعيًا كبيرًا، وحافظ المجتمع التشيلي في القرن التاسع عشر على جوهر البنية الاجتماعية الاستعمارية الطبقية، التي تأثرت إلى حد كبير بالسياسة الأسرية والكنيسة الكاثولوكية الرومانية. ظهرت رئاسة قوية في نهاية المطاف، لكن ملاك الأراضي الأثرياء ظلوا أقوياء.
في نهاية القرن التاسع عشر، عززت الحكومة في سانتياغو موقفها في الجنوب من خلال القمع المستمر للمابوتشي خلال احتلال أروكانيا. في عام 1881، وُقعت معاهدة الحدود لعام 188، بين تشيلي والأرجنتين التي تؤكد على السيادة التشيلية على مضيق ماجلان، ولكنها تنازلت عن كل باتاغونيا الشرقية وعن جزء كبير من الأراضي التي كانت خلال الحقبة الاستعمارية. نتيجة لحرب المحيط الهادئ مع بيرو وبوليفيا (1879- 1833)، وسعت تشيلي أراضيها شمالًا بنحو الثلث وحصلت على رواسب نترات قيمة، أدى استغلالها إلى عصر من الثراء الوطني.
بدأ تأثير الكنيسة في السبعينيات من القرن التاسع عشر يتضاءل قليلًا مع تمرير العديد من القوانين التي أخذت بعض الأدوار القديمة للكنيسة ووضعتها في يد الدولة مثل تسجيل الولادات والزواج.
في عام 1886، انتخب خوسيه مانويل بلماسيدا كرئيس. غيرت سياسته الاقتصادية بشكل واضح السياسات الليبرالية الحالية. بدأ بانتهاك الدستور وشيئًا فشيئًا بإنشاء ديكتاتورية. قرر الكونغرس عزل بلماسيدا، الذي رفض التنحي. وجه خورخيه مونت من بين آخرين، صراعًا مسلحًا ضد بلماسيدا، مما تسبب بالحرب الأهلية التشيلية في عام 181. هرب بلماسيدا المنهزم بطائرة إلى الأرجنتين، حيث انتحر هناك. أصبح خورخيه مونت الرئيس الجديد.